# Pasig

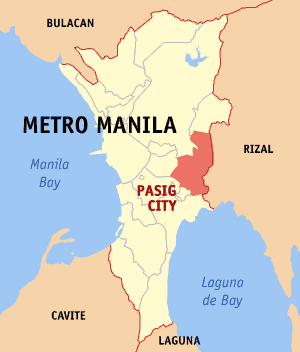
Pasig na mapie Metro Manila

Pasig – miasto na Filipinach, w środkowej części wyspy Luzon, u ujścia rzeki Mariquina do rzeki Pasig, w południowo-wschodniej części zespołu miejskiego Metro Manila, stolica prowincji Rizal. W 2010 roku jego populacja liczyła 669 773 mieszkańców.
W mieście rozwinął się przemysł spożywczy.

## Współpraca
- Marikina, Filipiny
- South San Francisco, USA